# Eslovênia nos Jogos Olímpicos
A Eslovênia participou pela primeira vez dos Jogos Olímpicos como nação independente em 1992, e enviou atletas para competirem em todas as edições desde então. Antes da dissolução da Iugoslávia, atletas eslovenos competiram como parte do país nas Olimpíadas.
O Comitê Olímpico Nacional da Eslovênia foi criado em 1991 e reconhecido em 1993.
Atletas eslovenos ganharam um total de 15 medalhas nos Jogos Olímpicos de Verão e 4 nos Jogos Olímpicos de Inverno.

## Medalhistas
| Medalha           | Nome                                                      | Jogos               | Esporte             | Evento                           |
| ----------------- | --------------------------------------------------------- | ------------------- | ------------------- | -------------------------------- |
| Medalha de bronze | Iztok Čop e Denis Žvegelj                                 | 1992 Barcelona      | Remo                | 2-sem timoneiro                  |
| Medalha de bronze | Milan Janša, Janez Klemenčič, Sašo Mirjanič, Sadik Mujkić | 1992 Barcelona      | Remo                | 4-sem timoneiro                  |
| Medalha de bronze | Alenka Dovžan                                             | 1994 Lillehammer    | Esqui alpino        | Combinado feminino               |
| Medalha de bronze | Jure Košir                                                | 1994 Lillehammer    | Esqui alpino        | Slalom masculino                 |
| Medalha de bronze | Katja Koren                                               | 1994 Lillehammer    | Esqui alpino        | Slalom feminino                  |
| Medalha de prata  | Brigita Bukovec                                           | 1996 Atlanta        | Atletismo           | 100m com barreiras feminino      |
| Medalha de prata  | Andraž Vehovar                                            | 1996 Atlanta        | Canoagem            | Slalom K-1 masculino             |
| Medalha de ouro   | Iztok Čop e Luka Špik                                     | 2000 Sydney         | Remo                | Esquife duplo masculino          |
| Medalha de ouro   | Rajmond Debevec                                           | 2000 Sydney         | Tiro                | Carabina três posições masculino |
| Medalha de bronze | Damjan Fras, Robert Kranjec, Primož Peterka, Peter Žonta  | 2002 Salt Lake City | Salto de esqui      | Time masculino (K120)            |
| Medalha de bronze | Jolanda Čeplak                                            | 2004 Atenas         | Atletismo           | 800m feminino                    |
| Medalha de bronze | Urška Žolnir                                              | 2004 Atenas         | Judô                | Até 63kg feminino                |
| Medalha de prata  | Iztok Čop e Luka Špik                                     | 2004 Atenas         | Remo                | Esquife duplo masculino          |
| Medalha de bronze | Vasilij Žbogar                                            | 2004 Atenas         | Vela                | Classe Laser masculino           |
| Medalha de prata  | Sara Isakovič                                             | 2008 Pequim         | Natação             | 200m livre feminino              |
| Medalha de bronze | Lucija Polavder                                           | 2008 Pequim         | Judô                | Mais de 78kg feminino            |
| Medalha de bronze | Rajmond Debevec                                           | 2008 Pequim         | Tiro                | Carabina três posições masculino |
| Medalha de ouro   | Primož Kozmus                                             | 2008 Pequim         | Atletismo           | Lançamento de martelo masculino  |
| Medalha de prata  | Vasilij Žbogar                                            | 2008 Pequim         | Vela                | Laser masculino                  |
| Medalha de bronze | Petra Majdič                                              | 2010 Vancouver      | Esqui cross-country | Velocidade individual feminono   |
| Medalha de prata  | Tina Maze                                                 | 2010 Vancouver      | Esqui alpino        | Super-G feminino                 |
| Medalha de prata  | Tina Maze                                                 | 2010 Vancouver      | Esqui alpino        | Slalom gigante feminino          |

## Quadro de medalhas

### Medalhas por Jogos de Verão
| Jogos          | Ouro | Prata | Bronze | Total |
| 1992 Barcelona | 0    | 0     | 2      | 2     |
| 1996 Atlanta   | 0    | 2     | 0      | 2     |
| 2000 Sydney    | 2    | 0     | 0      | 2     |
| 2004 Atenas    | 0    | 1     | 3      | 4     |
| 2008 Pequim    | 1    | 2     | 2      | 5     |
| Total          | 3    | 5     | 7      | 15    |

### Medalhas por Jogos de Inverno
| Jogos               | Ouro | Prata | Bronze | Total |
| 1992 Albertville    | 0    | 0     | 0      | 0     |
| 1994 Lillehammer    | 0    | 0     | 3      | 3     |
| 1998 Nagano         | 0    | 0     | 0      | 0     |
| 2002 Salt Lake City | 0    | 0     | 1      | 1     |
| 2006 Turim          | 0    | 0     | 0      | 0     |
| 2010 Vancouver      | 0    | 2     | 1      | 3     |
| Total               | 0    | 2     | 5      | 7     |

### Medalhas por Esporte de Verão
| Esporte   | Ouro | Prata | Bronze | Total | Posição |
| Remo      | 1    | 1     | 2      | 4     |         |
| Atletismo | 1    | 1     | 1      | 3     |         |
| Tiro      | 1    | 0     | 1      | 2     |         |
| Vela      | 0    | 1     | 1      | 2     |         |
| Canoagem  | 0    | 1     | 0      | 1     |         |
| Natação   | 0    | 1     | 0      | 1     |         |
| Judô      | 0    | 0     | 2      | 2     |         |
| Total     | 3    | 5     | 7      | 15    |         |

### Medalhas por Esporte de Inverno
| Esporte             | Ouro | Prata | Bronze | Total | Posição |
| Esqui alpino        | 0    | 2     | 3      | 4     |         |
| Salto de esqui      | 0    | 0     | 1      | 1     |         |
| Esqui cross-country | 0    | 0     | 1      | 1     |         |
| Total               | 0    | 2     | 5      | 7     |         |